# Golfspielen.de Open
Golfspielen.de Open is een golftoernooi dat deel uitmaakt van de EPD Tour. Het prijzengeld is €30.000.
De eerste editie werd van 20-22 augustus 2012 op Golfclub Augsburg gespeeld. De beste ronde was van Maximilian Glauert, die met 66 (-6) na de eerste ronde aan de leiding stond. Na de derde ronde won Christoph Günther met een totaalscore van -7. 

## Winnaars
- 2012:  Christoph Günther (-7) in Augsburg